# Looping Star
Looping Star era uma das várias atrações do parque Playcenter em São Paulo. Trata-se da mais extensa montanha-russa do parque, com mais de 500 metros de extensão.
A atração foi projetada pelos engenheiros alemães Anton Schwarzkopf e Werner Stengel, e construída pela empresa (também alemã) Schwarzkopf.
Inaugurada em 1995, a Looping Star ganhou rapidamente grande popularidade por ser das primeiras a possuir Loop chegou ao parque com as cores azul e branco. Em 2002, o Playcenter pintou a montanha-russa com as cores amarelo e preto.
No dia 23 de setembro de 2010, dois carros se chocaram entre si, o que resultou em um total de 16 feridos. O Playcenter e os órgãos do governo interditaram a montanha-russa Looping Star, e ela ficou sem alterações até Abril de 2011, quando o Playcenter começou a pintá-la com a tinta zarcão, para evitar o desgaste rápido dos trilhos. Após parte da montanha-russa estar coberta de zarcão, o Playcenter começou a pintá-la com as cores verde e purpura, e reformou os carros do Looping Star. A montanha-russa tem previsão de abrir no dia 4 de Junho de 2011.
Réplicas da Montanha Russa foram Instaladas no parque de diversões pernambucano Mirabilandia, durante um período de 2 anos, e também foi instalada em alguns parques itinerantes da região Nordeste.

## Características
É uma montanha russa de aço, com curvas fechadas, altas subidas e descidas além de várias ondulações em seu percurso, tendo no começo uma subida de 24,5 metros. Todo o trajeto completa 592 metros de extensão e é preenchido com uma velocidade de 80 km/h que leva 1 minuto e 20 segundos para ser completo.
Uma de suas maiores características são as travas, pois são apenas travadas no colo, deixando os braços e o tronco do passageiro totalmente livres, mas atualmente a montanha-russa está desativada pois não existe mais o parque.